# 北極魣鱈屬
北極魣鱈屬為輻鰭魚綱仙女魚目帆蜥鱼亚目魣蜥鱼科的一属。

## 下属物种
- 北極魣鱈(Arctozenus risso)

## 擴展閱讀
維基物種上的相關：北極魣鱈屬